# بندمی (کنارک)
بندمی یک روستا در ایران است که در استان سیستان و بلوچستان واقع شده‌است.